# Église Saint-Martin-des-Champs de Paris
Pour les articles homonymes, voir Église Saint-Martin-des-Champs.
L'église Saint-Martin-des-Champs est située 36 rue Albert-Thomas dans le 10e arrondissement de Paris.
La paroisse longe le canal Saint-Martin et s’étend jusqu’au faubourg du même nom.

## Un nom hérité d'un prieuré de Cluny
À l’origine, la dénomination « Saint-Martin des Champs » était celle de l'ancien prieuré dont le territoire couvrait une bonne partie de l’actuel 3e arrondissement. La magnifique église placée sous le patronage de saint Martin est devenue depuis la Révolution le Conservatoire national des arts et métiers. L'église paroissiale consacrée en 1856, toujours à saint Martin, a été édifiée sur une parcelle des terres de l’ancien prieuré. Son nom, toutefois, a varié. De Saint-Martin (de Tours), elle sera nommée Saint-Martin des Marais, puis à partir de 1921, Saint-Martin des Champs.

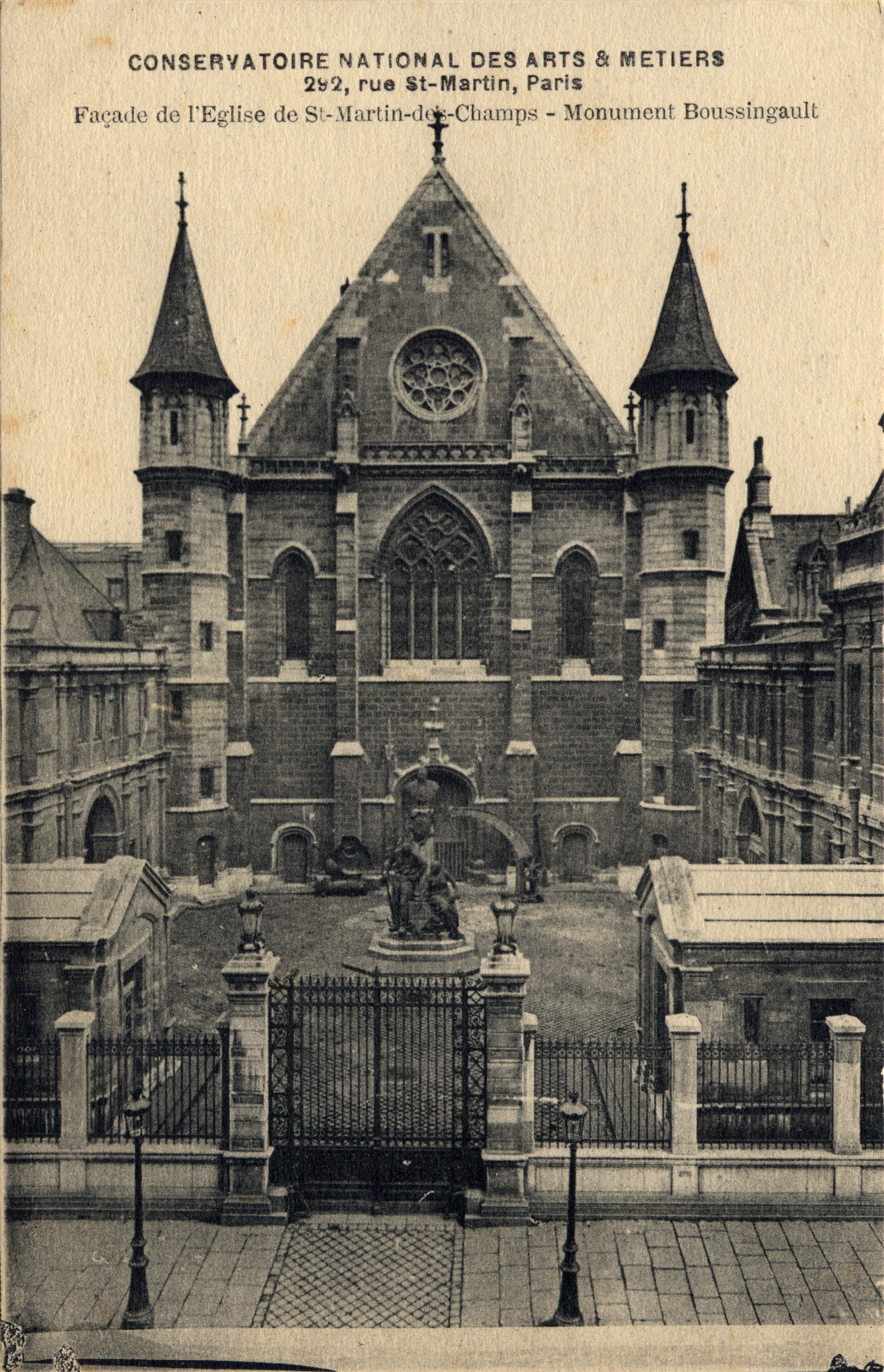
L'église St-Martin-des-Champs et monument élevé à la mémoire de J-B Boussingault par Jules Dalou (1895), dans la cour du Conservatoire des arts et métiers.
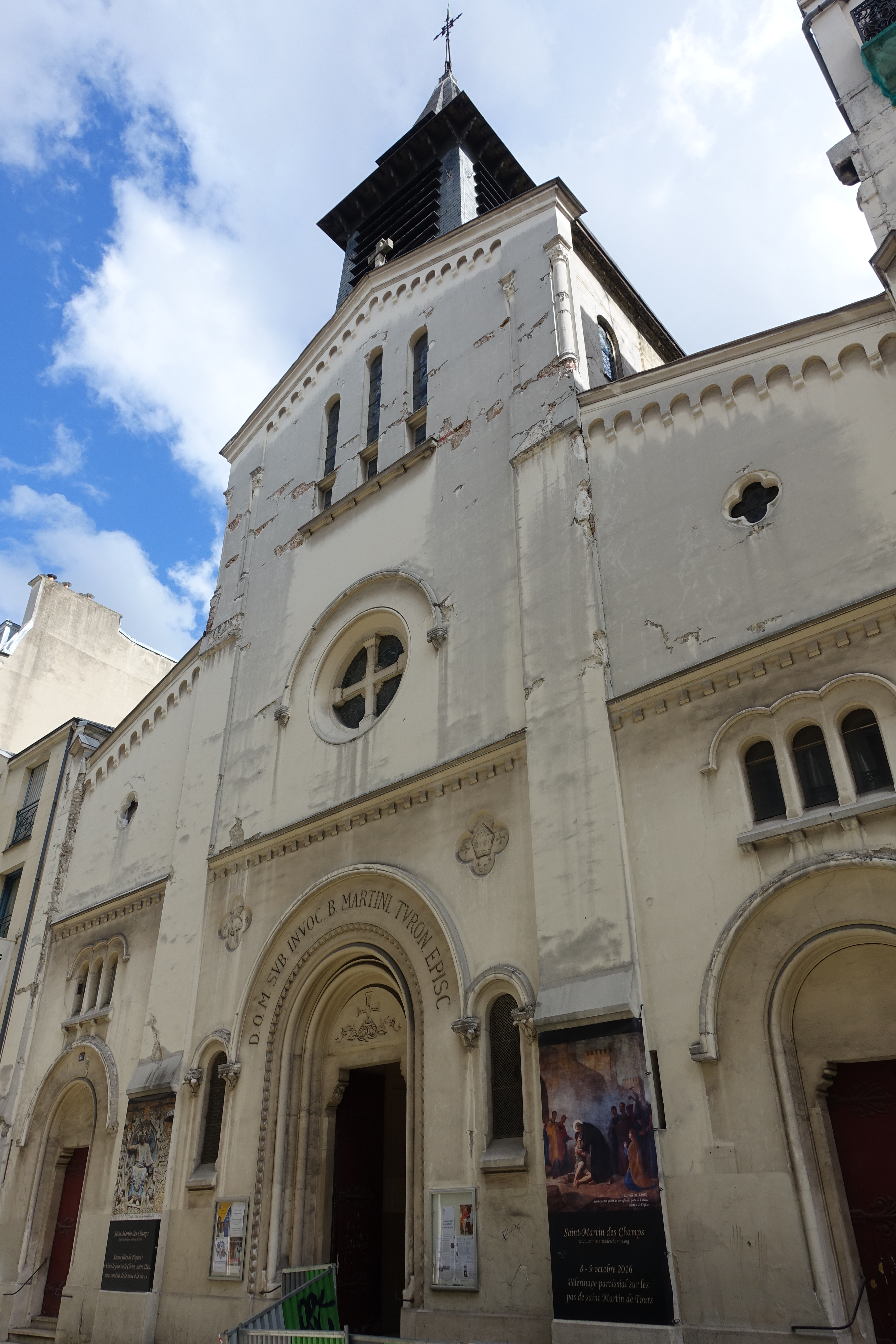
Façade de l'église Saint-Martin-des-Champs rue Albert-Thomas.

## Présentation
L’église Saint-Martin a été construite de 1854 à 1856, sous le Second Empire. En août 1854, Marie Dominique Auguste Sibour, archevêque de Paris, en confia la charge à l’un de ses prêtres, l’abbé Bruyère. Ce dernier réunit des fonds par souscription auprès des habitants du quartier, qu’il compléta par une part personnelle importante. Il acheta le terrain et confia les travaux à l’architecte Paul Gallois, connu pour avoir réalisé les hospices de la Ville de Paris.
L’architecte dut tenir compte de nombreuses contraintes : l’édifice, coincé entre des habitations préexistantes, ne pouvait prendre jour qu’en hauteur ; le bâtiment, considéré comme provisoire, fut érigé en deux ans et au moindre coût en pans de bois. Les poutres furent habillés de stuc pour leur donner un aspect 
classique compatible avec le style adopté pour l’intérieur de l’église. En 1933, l’architecte Fernand Vaudry ajouta un clocher léger et élégant.

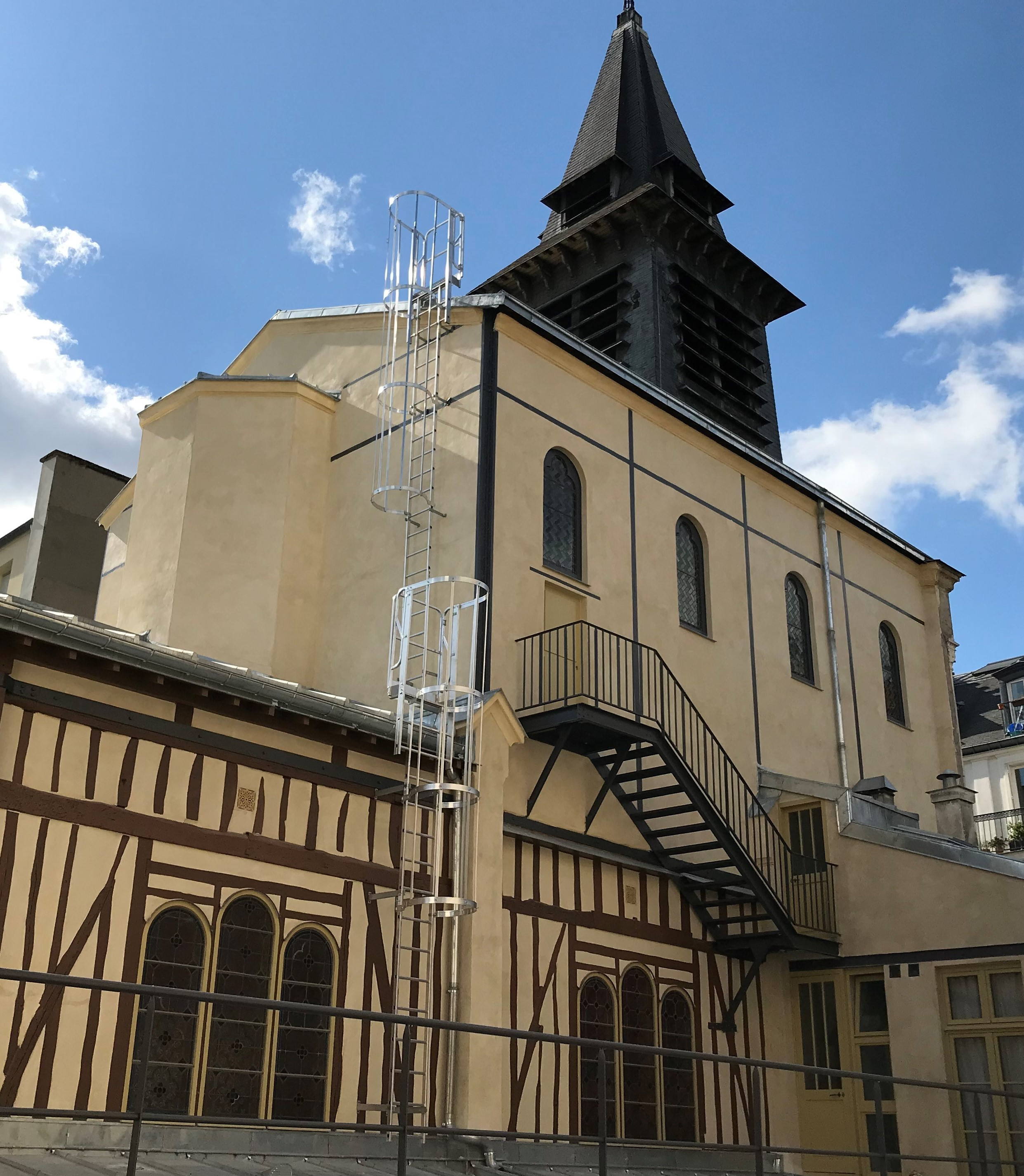
L'église vue depuis le presbytère. On voit la première période de construction, en pans de bois, et la seconde en pans de fer.

L’archevêque Marie Dominique Auguste Sibour érigea canoniquement la paroisse le 31 janvier 1856 et vint le même jour, bénir l’église et installer l’abbé Bruyère comme premier curé. L’église fut un haut lieu des beaux-arts et du chant grâce au père Joseph Picaud (1833-1907) entre 1870 et 1905.

## Architecture
La nef est séparée des bas-côtés par des piliers décorés de colonnettes à chapiteaux à feuillage qui sont reliées par des arcades en plein cintre et constitue une voûte d'arêtes. L’escalier en colimaçon, la chaire, le banc d’œuvre et les stalles de Moisseron et André sont de la même facture (1895). Le banc d’œuvre conservé a été déplacé devant la console de l’orgue.
Trois Chemins de croix successifs ont décoré l’église. Le premier en plâtre, le deuxième réalisé par le peintre Félix Villé et enfin, le troisième, réalisé par Nicole Lechien, dite Nicole Lutun, en 1990. Ce dernier Chemin de croix comporte deux stations supplémentaires « L’Institution de l’Eucharistie » et « La Résurrection ».
Le monument aux morts, à droite en entrant, rend hommage aux nombreux habitants du 10e arrondissement décédés lors de la Grande Guerre. Il est illustré par le bouclier du soldat et la mitre de l’évêque, motifs typiquement martiniens, empruntés aux tableaux des anges d'Henry Lerolle (dans le chœur).
L’orgue est placé dans l'abside, ce qui est une particularité de l’église. En chêne massif, encadré par des chapiteaux composites dont l'ordonnance est à la fois néoclassique et éclectique avec des palmettes, frises, rosaces, arabesques et corniches. À l’origine, il fut réalisé par le facteur d'orgue Louis Suret et placé dans le buffet de l'abside ultérieurement. Aristide Cavaillé-Coll a assuré de nombreuses restaurations. L’orgue possède 19 jeux « grand orgue » et « orgue d'accompagnement » avec la voix humaine et un trémolo. Il est décrit dans l'Inventaire général des richesses d'art de la France.
À l'origine, le chœur tranche avec le dépouillement de l'église, dont l’ensemble en bois est d'inspiration néogothique, romano-byzantine. Il faut imaginer un parquet en point de Hongrie ; un maître-autel en marbre et cuivre avec des dorures et de la mosaïque. Le tabernacle disposait d’un ciborium. Les ornements d'orfèvrerie du sanctuaire furent dorés chez Christofle, artisan du quartier. Imaginer aussi des chandeliers romans, des candélabres byzantins à 19 branches. Il y avait aussi des stalles sculptées par Moisseron et André (1881). À cette époque, subsistaient une grille et une clôture en cuivre ciselé. Certains de ces décors et autres embellissements sont encore visibles, d’autres sont conservés dans les réserves de la Ville de Paris. En 1987, le chœur est réaménagé par Gérard Hermet qui réalise les vitraux de l’autel et de l'ambon.

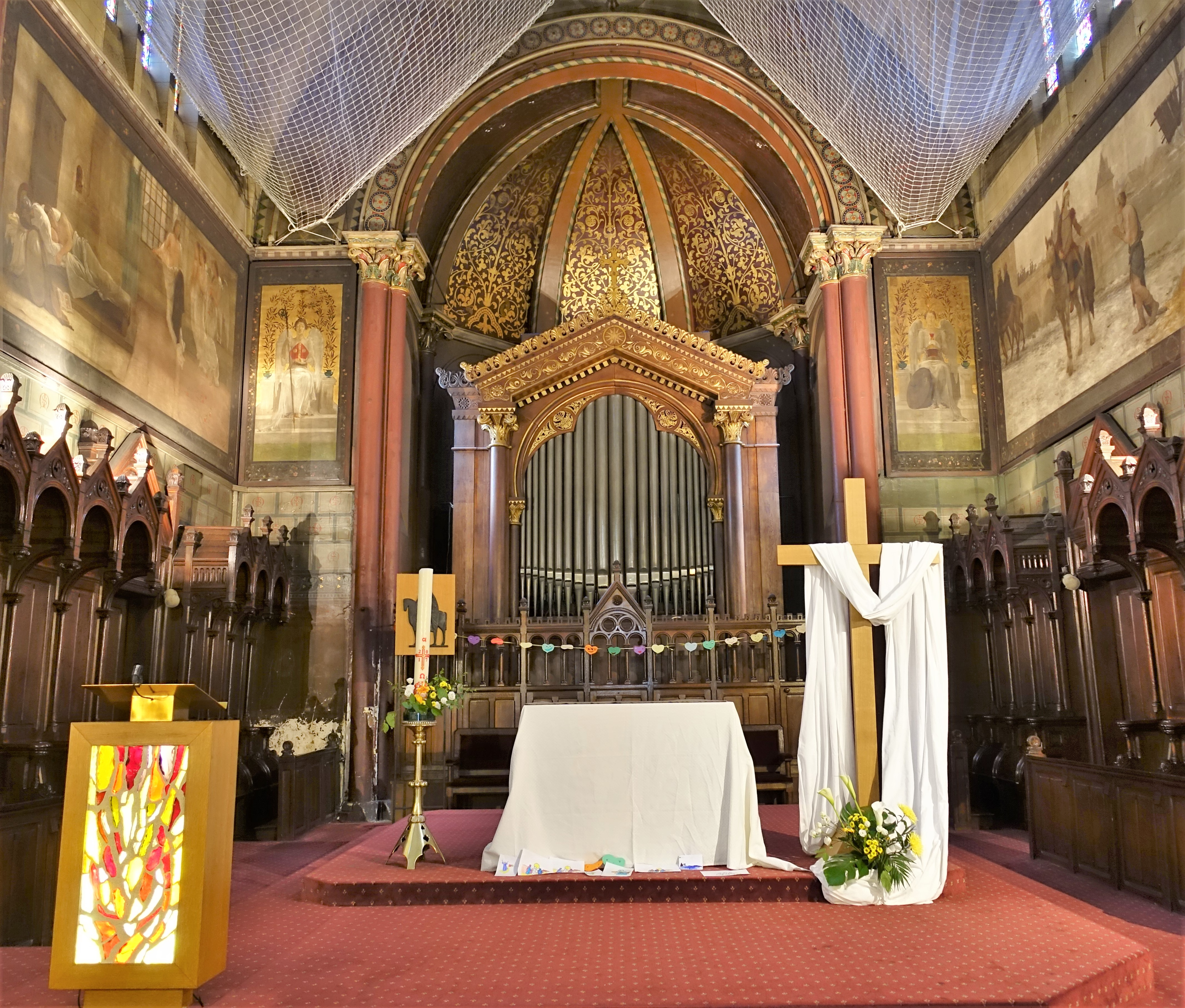
Le chœur et l’orgue placé dans l'abside.
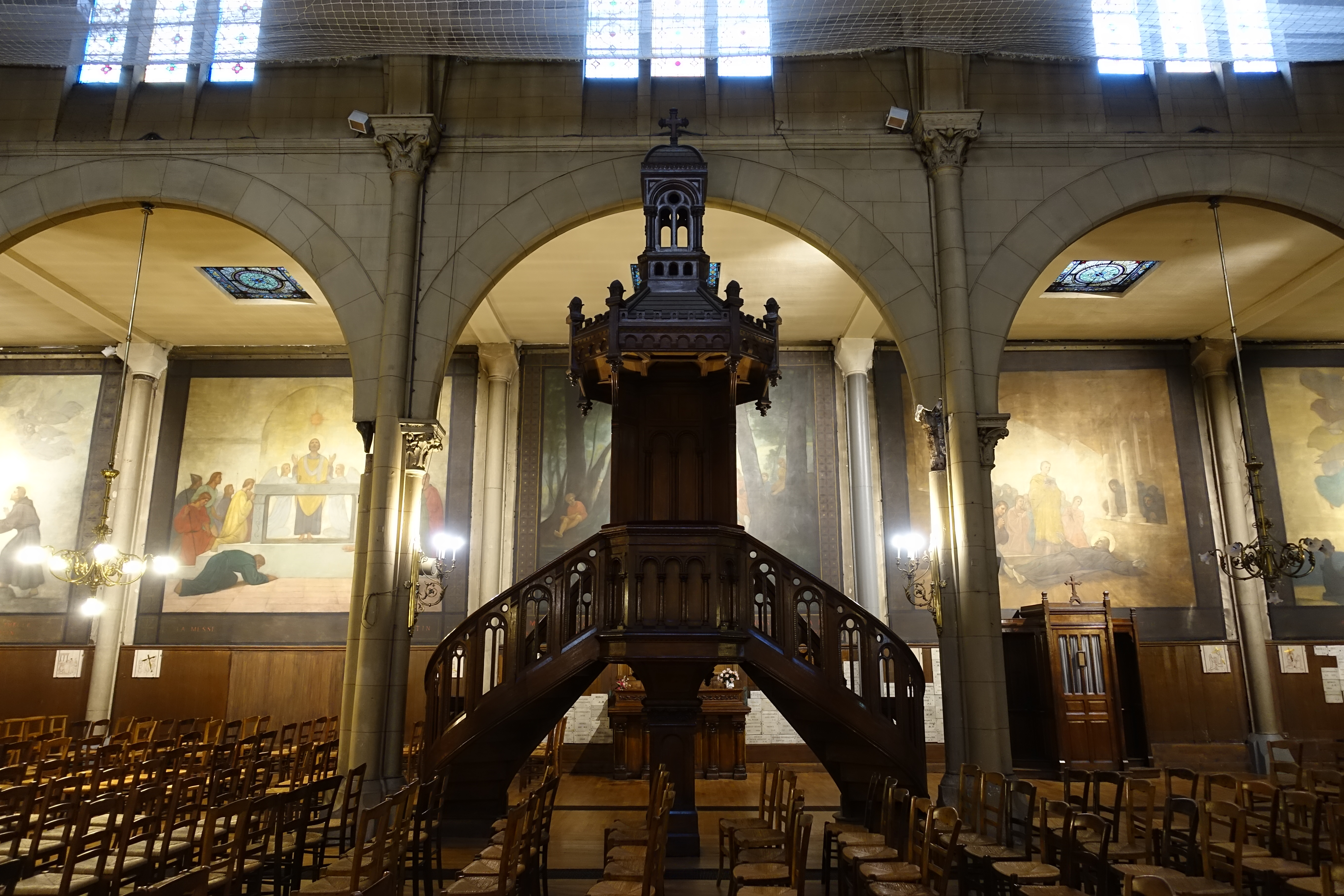
La chaire et un bas-côté avec la série de peintures murales.
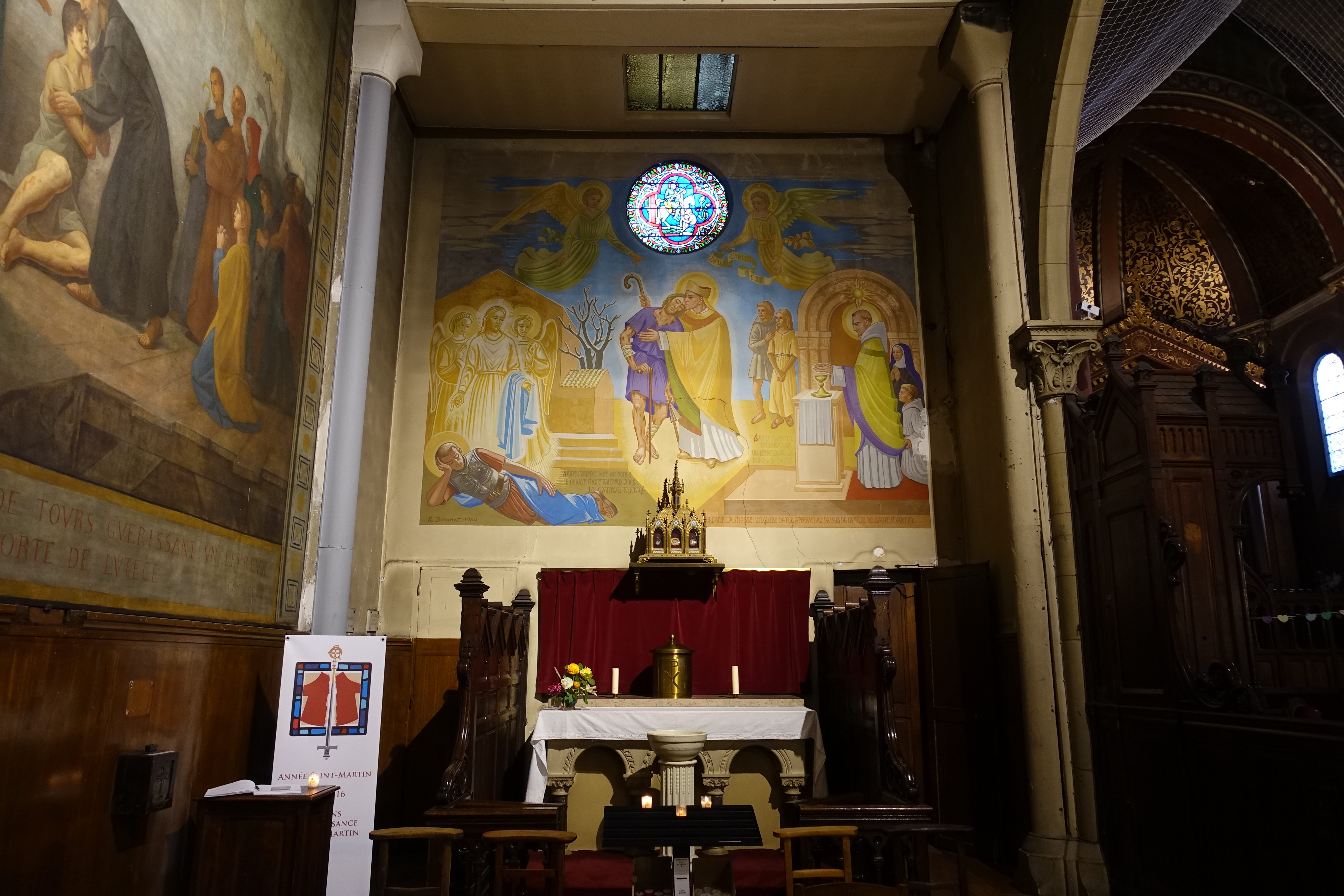
La chapelle Saint-Martin avec une châsse contenant des reliques.
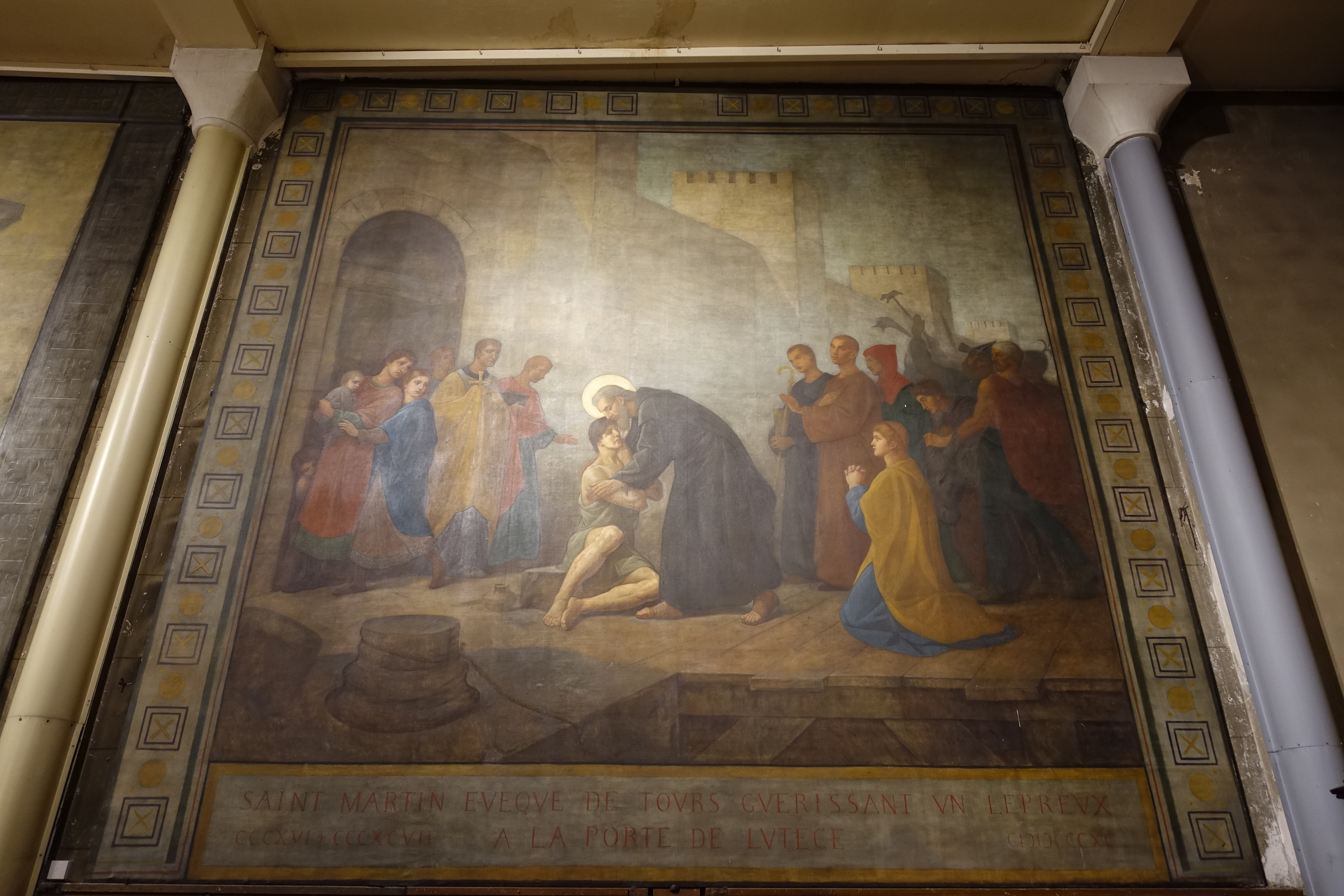
Saint-Martin guérit un lépreux à la porte de Lutèce, huile sur toile de Félix Villé.

Les chapelles à gauche et à droite du chœur ont été décorées par René Dionnet en 1960. La peinture murale de la chapelle Saint-Martin, à gauche du chœur, reprend les principaux hauts faits de la vie du saint. Dans cette chapelle se trouve une châsse contenant des reliques. La peinture murale de la chapelle de la Vierge Marie, à droite du chœur, a malheureusement disparu à la suite d'un important dégât des eaux. Les archives de la paroisse en conserve l’esquisse. La statue en bois de la Vierge Marie a pu être conservée et a rejoint le chœur de l’église.
Les vitraux. Le vitrail de la Rose, en façade, est de Grégoire Tiercelin. Réalisé entre 1873 et 1899, il est constitué de quatre vitraux séparés par une croix en béton. Dans la chapelle de la Vierge-Marie, on peut observer une verrière historiée d’Antoine Lusson représentant saint Martin partageant son manteau. À l’arrière du buffet d’orgue, deux autres vitraux de Lusson : sainte Geneviève et saint Martin. Antoine Lusson, actif entre 1853 et 1876, a aussi réalisé la verrière en trois panneaux de style néo-médiéval. En 1987, Gérard Hermet réalise les vitraux de l’autel et de l'ambon qui évoquent le récit du Buisson ardent.